# دارين ميلبورن
دارين ميلبورن (بالإنجليزية: Darren Milburn)‏ هو لاعب كرة قدم أسترالية أسترالي، ولد في 15 أبريل 1977 في فيكتوريا في أستراليا.

## وصلات خارجية
- دارين ميلبورن على موقع AustralianFootball.com (الإنجليزية)
- دارين ميلبورن على موقع AFLtables.com (الإنجليزية)